# Acalypha spachiana
Acalypha spachiana é uma espécie de flor do gênero Acalypha, pertencente à família Euphorbiaceae.